# Costituzione libica del 1951
La Costituzione libica del 1951 era la legge fondamentale in vigore durante il Regno Unito di Libia (1951-1969) fino al colpo di Stato che depose la monarchia di re Idris I e instaurò il regime del colonnello Mu'ammar Gheddafi.
Dopo l'occupazione alleata della Libia nel secondo dopoguerra, secondo il percorso istituzionale previsto dall'ONU, il 7 ottobre 1951 l'Assemblea nazionale libica (costituita da 20 rappresentanti per la Tripolitania, 20 per la Cirenaica e 20 per il Fezzan) promulgò a Bengasi la Costituzione, che definiva la Libia una monarchia ereditaria con un sistema di governo rappresentativo bicamerale, federale e con due capitali, Tripoli e Bengasi. La Costituzione libica affermava che l'Islam era la religione di Stato e che il sovrano doveva essere musulmano, ma riconosceva l'uguaglianza dei cittadini di fronte alla legge senza nessuna distinzione religiosa. Il 2 dicembre 1951 la stessa Assemblea adottò per acclamazione la risoluzione che proclamava l'emiro Idris al-Sanusi come sovrano costituzionale col titolo di re Idris I di Libia. Il sistema politico configurato era completamente incentrato sul palazzo reale e la sua corte, con due uffici: uno che si occupava delle questioni interne alla famiglia regnante e uno che si occupava delle questioni di governo. Gli organi federali erano composti quindi dal Parlamento bicamerale, da un gabinetto, da una Corte suprema federale i cui membri avevano cariche vitalizie. Infine, le tre province avevano al loro vertice i governatori (wali) sempre rappresentanti del re, mentre un consiglio esecutivo costituiva il governo provinciale, i cui membri erano eletti in grande maggioranza. La Costituzione venne emendata nel 1963, quando il sistema di governo federale fu abolito e la Libia divenne un regno unitario.
Al re di Libia veniva riconosciuta una tale vastità di poteri che il suo ruolo non era lontano da quello di un monarca assoluto: era inviolabile ed esente da qualsiasi responsabilità, sanciva e promulgava le leggi, aveva il potere di emanare decreti senza il Parlamento, poteva sciogliere il Senato (di cui nominava i 24 membri rappresentanti delle province) e aggiornare i lavori della Camera dei rappresentanti (eletta con metodo proporzionale), era il capo delle forze armate, oltre a poter dichiarare guerra e firmare la pace aveva anche la facoltà di decretare la legge marziale, poteva nominare e licenziare il primo ministro e gli altri ministri, confermare o annullare le sentenze di morte inflitte dai tribunali e poteva rigettare i disegni di legge a lui sgraditi. 